# Étienne Vacherot

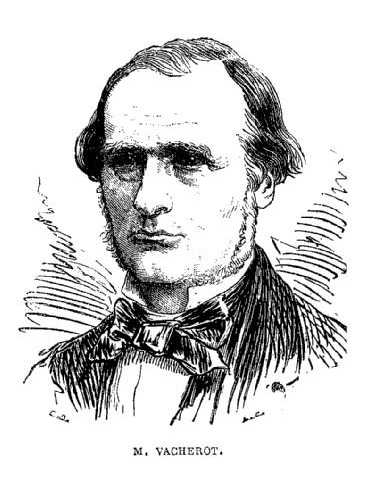
Étienne Vacherot

Étienne Vacherot (* 29. Juli 1809 in Torcenay bei Langres, Département Haute-Marne; † 28. Juli 1897 in Paris) war ein französischer Philosoph.
Vacherot besuchte die École normale supérieure und bekam anschließend eine Anstellung als Lehrer für Philosophie an verschiedenen Anstalten. 1837 wurde er zum Studiendirektor und Maître de conférences befördert und übernahm als solcher die Leitung an einer École normale supérieure. Zwei Jahre später berief man ihn auch zum Nachfolger seines Lehrers Victor Cousin als Professor für Philosophie an die Sorbonne.
Während dieser Jahre begann Vacherot, seine „Histoire critique de l'école d'Alexandrie“ zu veröffentlichen. Die Académie française hielt dieses Werk für so bedeutend, dass sie es mit einem Preis auszeichnete. Dieses Werk wurde äußerst kontrovers diskutiert und als dann auch noch Abbé Gratry gegen Vacherot polemisierte, stand diese Veröffentlichung anscheinend kurz vor einem Verbot.
Seiner liberalen Einstellung wegen, wurde er 1849 auf Betreiben der Klerikalen suspendiert und verlor seine Stellung als Schuldirektor. Als 1852 das zweite Kaiserreich ausgerufen wurde, verweigerte Vacherot Napoléon III. den Treueid und verlor dadurch auch seine Anstellung an der Sorbonne. 1859 veröffentlichte Vacherot seine „La démocratie“ und wurde dieses Buches wegen zu einer dreimonatigen Haft verurteilt.
1868 nahm ihn die Académie des sciences morales et politiques als Mitglied auf. Ab 1870 fungierte er als Maire des fünften Arrondissements in Paris und leistete während der Belagerung und des Aufstands der Kommune nützliche Dienste. Diese wurden dadurch honoriert, dass Vacherot am 8. Februar 1871 als Vertreter von Paris in die Nationalversammlung entsandt. Dort schloss er sich zwar der Linken anschloss, aber 1873 von der republikanischen Partei abfiel und das Ministerium Albert de Broglie und seine ultramontanen Bestrebungen unterstützte, sogar für das klerikale Unterrichtsgesetz stimmte. Er wurde daher 1876 nicht wieder gewählt.
Die Brüder André und Marcel Vacherot, spätere französische Landesmeister im Tennis, waren seine Enkelkinder.

## Werke (Auswahl)
Bücher
- Histoire critique de l´école d'Alexandrie. 1846–51 (3 Bde.),
- La métaphysique et la science. 2. Aufl. 1863 (3 Bde.)
- La démocratie. 2. Aufl. 1860,
- Essais de philosophie critique. 1864,
- La religion. 1868.
- La science et la conscience. 1870.
- La politique extérieure. 1881.
- Le nouveau spiritualisme. 1884.

Aufsätze
- Dictionnaire des sciences philosophiques, Hachette, Paris 1875 ff. (6 Bde.). Paris: Hachette, 1844ff. (6 Bände)